# Сульфат платины(IV)
Сульфат платины(IV) — неорганическое соединение, 
соль металла платины и серной кислоты с формулой Pt(SO4)2,
гидрат — жёлтые кристаллы,
растворяется в воде,
образует кристаллогидрат.

## Физические свойства
Сульфат платины(IV) образует кристаллогидрат — жёлтые кристаллы состава Pt(SO4)2•4H2O.
Растворяется в воде, этаноле, эфире.